# Marie-Louise Cirée
 (juin 2011).
Si vous disposez d'ouvrages ou d'articles de référence ou si vous connaissez des sites web de qualité traitant du thème abordé ici, merci de compléter l'article en donnant les références utiles à sa vérifiabilité et en les liant à la section « Notes et références ».
Marie-Louise Cirée est une artiste peintre française née le 6 février 1916 dans le 6e arrondissement de Paris et décédée le 29 juin 2015 à Cormeilles-en-Parisis (Val-d'Oise),.
Elle est la fille de l'architecte Louis Cirée, un des promoteurs de la station balnéaire d'Hauteville-sur-Mer (Manche). 

## Biographie
Marie-Louise Cirée a peint des villes européennes telles que Cadaqués, Marseille, Vichy, Paris, Saint-Raphaël mais aussi des villes d'Afrique Occidentale. Elle travaille beaucoup les paysages. Elle est surtout restée très attachée à sa région, la Normandie et notamment au village d'Hauteville-sur-Mer où son père, l'architecte Louis Cirée, a construit la digue sur la plage et de nombreuses maisons.

## Expositions

### Expositions personnelles
- Salon d'hiver : 1943 à 1950
- Galerie Jean de Ruaz : 1955, 1957, 1959, 1960, 1963, 1967, 1973
- Galerie Marie-Jeanne Garoche : 1977
- Galerie Guigné : 1979
- Galerie des Orfèvres : 1980, 1982, 1984, 1986, 1988[2]

### Expositions collectives
- Salon des artistes français
- Salon de Versailles
- Salon des femmes peintres et sculpteurs[2]

## Distinctions
- Prix de la ville de Saint-Raphaël (1954)
- Prix de la peinture d’Afrique-Occidentale française (1956)
- Grand prix de Vichy (1957)
- Médaille d’or de l'artiste français[Où ?]
- Prix de la France d’outre-mer
- Prix de l’Institut : Prix Paul-Liot, prix Anna Cabibel, prix Raigecourt-Goyon
- Médaille d’argent de la Ville de Paris[2]
- Chevalier des Palmes académiques